# Fontmell Magna
Fontmell Magna è un villaggio e parrocchia civile dell'Inghilterra, appartenente alla contea del Dorset.